# Хонуу
Хонуу — село в Росії, знаходиться в Момському улусі Республіки Саха (Якутія).

## Клімат
Село знаходиться у зоні, котра характеризується континентальним субарктичним кліматом. Найтепліший місяць — липень із середньою температурою 15.4 °C (59.7 °F). Найхолодніший місяць — січень, із середньою температурою -44.1 °С (-47.3 °F).
| Клімат Хонуу            | Клімат Хонуу | Клімат Хонуу | Клімат Хонуу | Клімат Хонуу | Клімат Хонуу | Клімат Хонуу | Клімат Хонуу | Клімат Хонуу | Клімат Хонуу | Клімат Хонуу | Клімат Хонуу | Клімат Хонуу | Клімат Хонуу |
| Показник                | Січ.         | Лют.         | Бер.         | Квіт.        | Трав.        | Черв.        | Лип.         | Серп.        | Вер.         | Жовт.        | Лист.        | Груд.        | Рік          |
| Абсолютний максимум, °C | −20          | −17          | 3            | 8            | 26           | 32           | 32           | 32           | 22           | 7            | −6           | −11          | 32           |
| Середній максимум, °C   | −43          | −35          | −19          | −6           | 8            | 19           | 20           | 17           | 7            | −9           | −32          | −40          | −9           |
| Середня температура, °C | −44,1        | −40          | −28,2        | −12,6        | 3,6          | 13,3         | 15,4         | 11,3         | 2,8          | −14,4        | −33,7        | −42,2        | −14,1        |
| Середній мінімум, °C    | −49          | −46          | −37          | −23          | −4           | 6            | 7            | 3            | −2           | −21          | −38          | −46          | −20          |
| Абсолютний мінімум, °C  | −62          | −62          | −57          | −43          | −27          | −2           | −5           | −8           | −22          | −43          | −60          | −60          | −62          |
| Норма опадів, мм        | 7.5          | 7            | 5.5          | 5.4          | 11.3         | 28.6         | 45.2         | 43.6         | 22.1         | 11.3         | 11.2         | 8            | 206.6        |
| Днів з дощем            | 8            | 6            | 6            | 5            | 4            | 6            | 8            | 7            | 6            | 8            | 10           | 8            | 85           |
| Вологість повітря, %    | 76           | 74           | 67           | 62           | 57           | 54           | 64           | 70           | 76           | 75           | 77           | 75           | 69           |
| ----------------------- | ------------ | ------------ | ------------ | ------------ | ------------ | ------------ | ------------ | ------------ | ------------ | ------------ | ------------ | ------------ | ------------ |
| Джерело: Weatherbase    |              |              |              |              |              |              |              |              |              |              |              |              |              |

## Населення
Основну частину населення за національним складом становлять якути (67,0%). Тут також живуть росіяни (15,1%), евени (11,8%), евенки (0,5%), юкагіри (0,1%) та інші національності (5,5%). Середній вік населення 30 років.
| Чисельність населення | Чисельність населення | Чисельність населення | Чисельність населення | Чисельність населення |
| 1959                  | 1970                  | 1979                  | 1989                  | 2012                  |
| --------------------- | --------------------- | --------------------- | --------------------- | --------------------- |
| 768                   | 1462                  | 2173                  | 3057                  | 2494                  |

## Економіка
Населення працює переважно в бюджетних установах: школах, адміністрації, установах охорони здоров'я, тощо. Має місце індивідуальне підприємництво.

## Туризм
В околицях села розташована місцева визначна пам'ятка — «Ю-гора» — це гора, з «залисиною» в центрі в лісовому масиві у формі букви Ю.
Недалеко від села розташована відома з розповідей мандрівників та геологів річка Індигірка. Річка є цікавою з точки зору каякінгу та байдаркового сплаву, а також риболовлі. Має величезну кількість крутих порогів та поворотів. З точки зору екологічного туризму ця частина області являє собою ідеальне місце.
Існує ще одна визначна пам'ятка, що розташована в межах села — місцевість, що називається Дьарhаллах. Це місце має зловісну репутацію та можливий інтерес для туристів, охочих полоскотати собі нерви.
У лісах за територією населеного пункту можна добре пополювати на зайців та качок під час відкриття сезону полювання.

## Інфраструктура
Асфальтовані дороги — відсутні. Залізничного сполучення — немає. Стільниковий зв'язок та інтернет присутні.